# Trzciniak madagaskarski
Trzciniak madagaskarski (Acrocephalus newtoni) – gatunek małego ptaka z rodziny trzciniaków (Acrocephalidae). Występuje endemicznie na Madagaskarze, jego środowiskiem naturalnym są bagna. Gatunek monotypowy.
Długość 18 cm; masa ciała 14,5–20,5 g.
Status
IUCN uznaje trzciniaka madagaskarskiego za gatunek najmniejszej troski (LC, Least Concern) nieprzerwanie od 1988 roku. Liczebność populacji nie została oszacowana, ale ptak ten opisywany jest jako lokalnie pospolity. Trend liczebności populacji uznawany jest za stabilny.